# Dawny Okręgowy Urząd Poczty Rzeszy we Wrocławiu
Urząd Pocztowy (niem. Postscheckamt (pełna nazwa Urząd Czeków Pocztowych) – budynek biurowy we Wrocławiu, najstarszy wieżowiec we Wrocławiu.

## Historia i architektura
Gmach poczty zbudowany został w latach 1926–1929 na miejscu dawnego cmentarza wojskowego, według projektu Lothara Neumanna, w stylu północnoniemieckiego ekspresjonizmu ceglanego. 
Budynek ozdobiony został płaskorzeźbami pokazującymi sceny z życia mieszczan, studentów i robotników oraz kartuszami obrazującymi rozwój poczty od 1590 do 1928. Był pierwszym wieżowcem we Wrocławiu, a także w Niemczech na wschód od Berlina.

## Po 1945
Po 1945 w jego murach poza jednostkami pocztowymi swoją siedzibę miały między innymi Wyższa Szkoła Rolnicza oraz Dzielnicowa Rada Narodowa Wrocław-Śródmieście. W kolejnych latach znajdowały się tam regionalne oddziały centrów Poczty Polskiej, mieszkania służbowe pracowników poczty, a także Muzeum Poczty i Telekomunikacji we Wrocławiu. W bezpośrednim sąsiedztwie wybudowany został kompleks Ovo Apartments, w którym mieści się m.in. hotel Hilton, przylegający do budynku poczty.

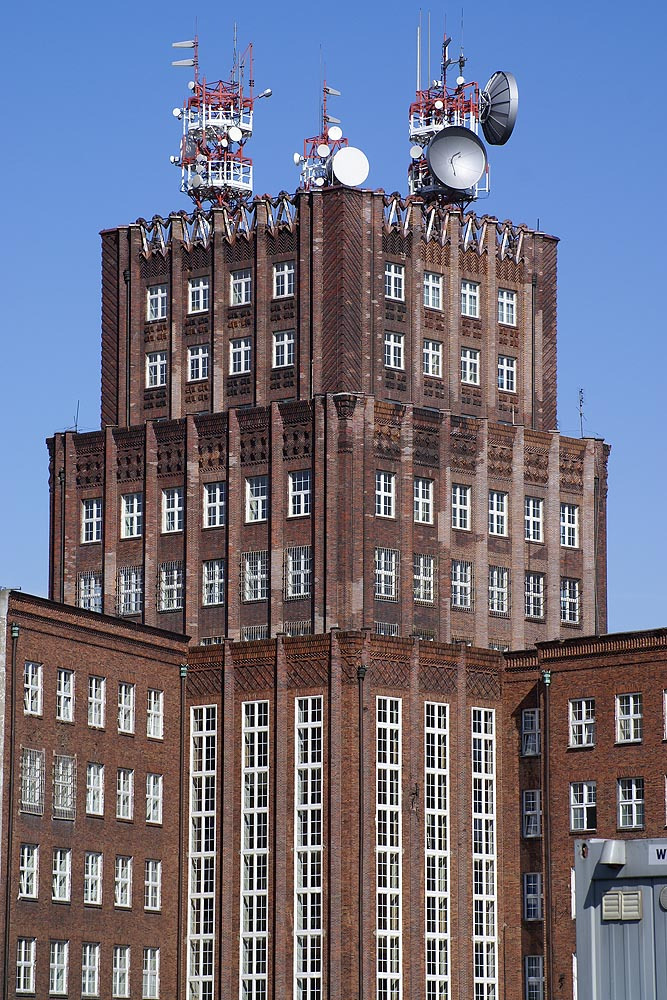
Wieża z nadajnikami (2010)
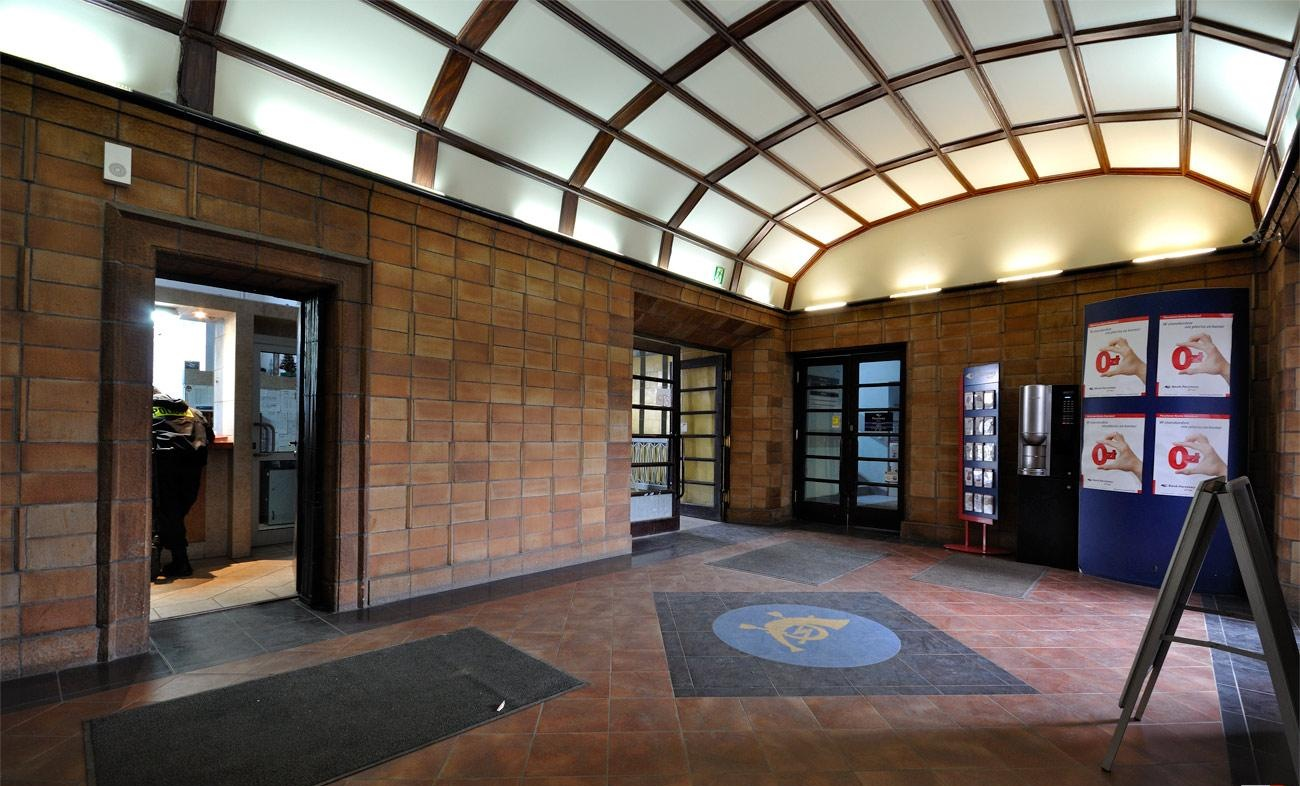
Parter (2011)
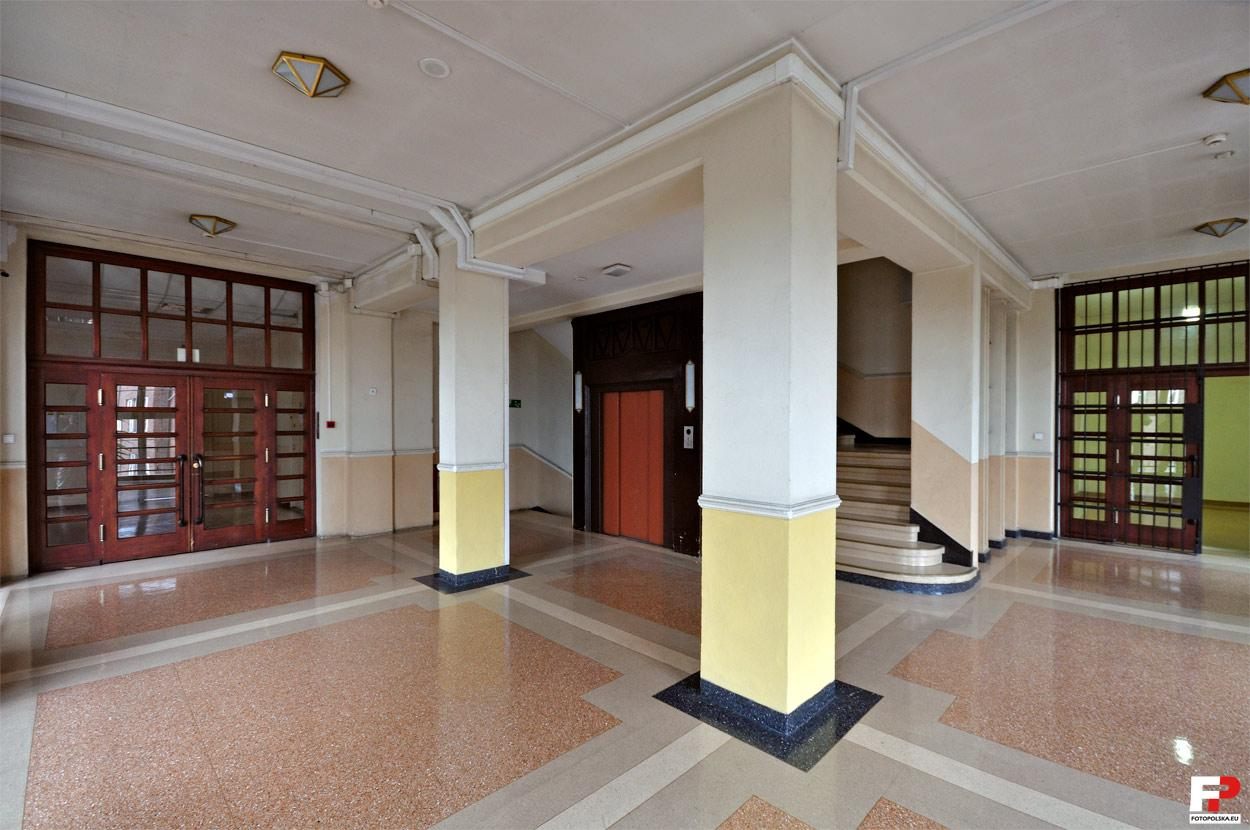
Hol na drugim piętrze (2011)
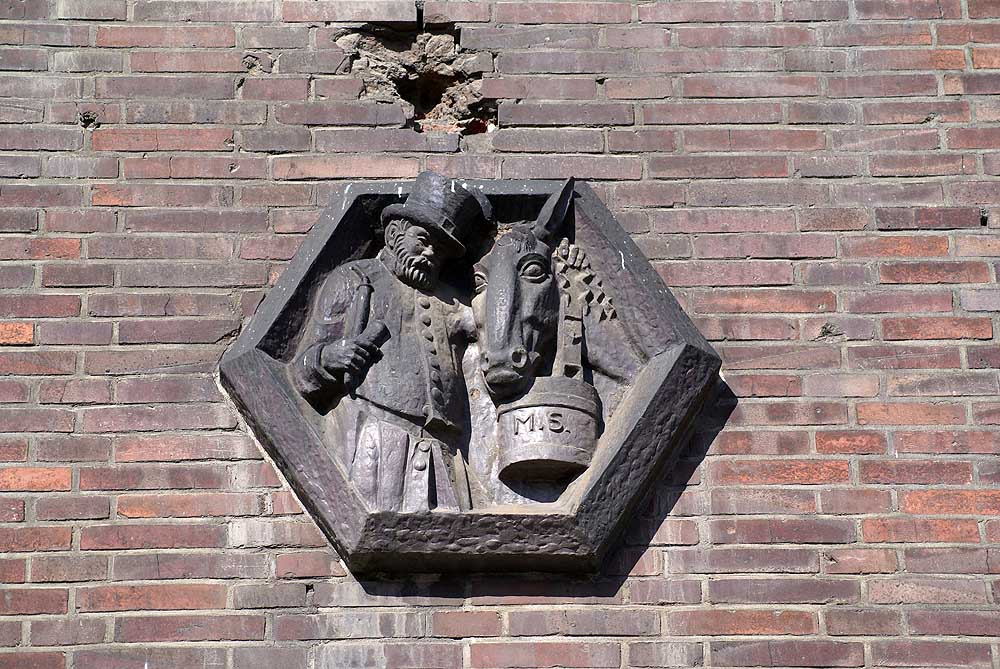
Płaskorzeźba na elewacji (2010)